# Pantydia discisigna
Pantydia discisigna är en fjärilsart som beskrevs av George Francis Hampson 1894. Pantydia discisigna ingår i släktet Pantydia och familjen nattflyn. Inga underarter finns listade i Catalogue of Life.